# میگ آی-۷۵
میکویان-گورویچ آی-۷۵ (به انگلیسی: Mikoyan-Gurevich I-75) یک هواپیمای ساختِ کارخانهٔ میگ در کشور اتحاد جماهیر شوروی سوسیالیستی است. نخستین استفاده‌کنندهٔ این هواپیما اتحاد جماهیر شوروی سوسیالیستی بوده‌است. این هواپیما برای نخستین بار در ۱۹۵۸ میلادی مورد استفاده قرار گرفت.